# Comté historique du pays de Galles
Pour les articles homonymes, voir Comté administratif.
Au pays de Galles, « comté historique » (historic country en anglais et sir hanesyddol en gallois) ou « ancien comté » (ancient county en anglais et hen sir en gallois) est le nom communément donné à une division administrative utilisée à différentes fins depuis le Moyen Âge.
Au nombre de treize, les comtés historiques sont érigés à des périodes différentes de l’histoire du pays de Galles, entre le XIe et le XVIe siècle. Au 1er avril 1889, au sens du Local Government Act 1888, ils deviennent la base territoriale d’un échelon supérieur de gouvernement local appelé « comté administratif » (administrative county en anglais) et doté d’une assemblée, le conseil de comté. Bien que ces territoires aient été abolis juridiquement par le Local Government Act 1972 au 31 mars 1974, les comtés historiques conservent une identité propre indépendamment du maillage territorial du pays de Galles. Ils se distinguent des comtés créés par la loi de 1972 (devenu comtés préservés en 1996) et des comtés créés par la loi de 1994.

## Histoire

### Fondation des comtés
Le maillage territorial du pays de Galles en comtés se constitue de différentes étapes principalement liées aux conquêtes successives des rois d’Angleterre à partir du XIe siècle.

Carte des royaumes médiévaux du pays de Galles.

#### Période normande
Le comté du Glamorgan est issu de la principauté de Glywysing, un petit territoire axé sur la Silurie (ou Gwent), qui, après la pression des Saxons au VIe siècle se fixe plus à l’ouest. À la suite de ces mouvements locaux, la région prend le nom de Morganwg — toponyme gallois signifiant littéralement « terre de Morgan » — en l’honneur de Morgan ap Athrwys, fils d’Athrwys ap Meurig. À la fin du XIe siècle, les Normands envahissent le territoire, et Robert Fitz-Hamon, un proche de Guillaume le Conquérant, conquiert la région, transformée en seigneurie de Glamorgan. Il prend alors la tête de cette principauté de marche désormais soumise à l’autorité du roi d’Angleterre. Ses limites modernes sont fixées en 1536 par Henri VIII.
Le comté du Pembrokeshire tient pour origine l’année 1109, pendant laquelle Henri Ier fait de Gilbert de Clare le comte de Pembroke, à la tête des territoires royaux autour de Pembroke et de son château repris à Arnoul de Montgommery à la fin du XIe siècle. Sous Étienne, la contrée est érigée en 1138 en comté palatin, avec, notamment, le privilège de la jura regalia. Cependant, la juridiction palatine est supprimée sous le règne de Henri III.

L’organisation du pays de Galles après le Statudum Walliæ (1284).
Territoire de l’ancienne principauté de Gwynedd (divisé en 3 comtés)
Autres comtés érigés par le statut
Seigneuries des barons des marches
Comté palatin de Chester
Royaume d’Angleterre

#### Conquêtes édouardiennes
En 1254, le prince Édouard reçoit de son père Henri III le comté de Chester. À proximité de son territoire se trouve la principauté de Gwynedd, ultime région détenue par un chef gallois depuis 1255 en la personne de Llywelyn ap Gruffudd, par ailleurs reconnu prince de Galles par le roi d’Angleterre et les magnats du pays de Galles à la suite du traité de Shrewsbury conclu le 25 septembre 1267. Au sens de ce pacte, il est cédé au prince de Galles le Perfeddwlad, une contrée localisée entre Chester et la Conwy comprenant les cantrefi de Dyffryn Clwyd, de Rhos, de Rhuvoniog et de Tegeingl, tandis que la main d’Éléonore de Montfort lui est promise. Toutefois, à son retour de France et dans l’optique du mariage avec Llywelyn, cette dernière est retenue par Édouard Ier en 1276. Le roi soumet la libération d’Éléonore à la signature d’un accord — le traité d’Aberconwy — dans lequel Llywelyn doit accepter de lui prêter hommage et restituer le Perfeddwlad. Dès lors, une fois la ratification du traité acquise, l’ensemble de ce territoire est aménagé sur le modèle des shires du royaume d’Angleterre et soumis à la loi anglo-normande.
Une rébellion de Gallois contre les Anglais est menée par Llywelyn, qui meurt au cours de la campagne à la bataille de Pont Orewyn le 11 décembre 1282. Alors que la disparition du prince de Galles provoque le passage de ses possessions sous la Couronne anglaise, celles-ci sont fixées par le statut du pays de Galles (Statudum Walliæ en latin), promulgué en 1284. Détenteur d’un pouvoir législatif absolu quant à la législation d’un pays insurgé et indépendant, Édouard Ier ne promulgue pas ce texte à partir d’une délibération parlementaire mais sur le conseil des nobles du royaume. Il s’agit d’une charte du roi adressée « à tous ses sujets de sa terre de Snowdon, et de ses autres terres au pays de Galles » comprise et reconnue dans les statuts du royaume (Statutes of the Realm en anglais).
Le Statudum Walliæ divise d’abord la principauté de Gwynedd en trois comtés (shires en anglais), collectivement placés sous la « justice de Snowdon » et connus sous les noms de l’Anglesey, du Carnarvonshire et du Merionethshire. Au sud du pays de Galles, les territoires autour de Cardigan et de Carmarthen, déjà ré-établis en tant que comtés par le traité d’Aberconwy, sont une nouvelle fois réorganisés et positionnés sous l’autorité d’une « justice des Galles-de-l’Ouest ». Le comté de Flint érigé lui au nord, dépend de « justice de Chester ». Ces divisions administratives reprennent les caractéristiques du système des comtés d’Angleterre, notamment avec des postes d’officiers de la Couronne comme les shérifs, les coroners et les baillis.

La carte des comtés du pays de Galles après le Laws in Wales Act 1535.

#### HenriVIIIet les lois d’incorporation à l’Angleterre
En 1535, Henri VIII fait voter par son parlement un « acte pour les lois et la justice à administrer au pays de Galles dans la même forme que celle de ce royaume », dans lequel le « dominion, principauté et région du pays de Galles » est incorporé à la Couronne d’Angleterre, y compris les seigneuries de marches. Administrativement, cinq comtés sont formés à partir des marches, à savoir les comtés de Brecknock, de Denbigh, de Monmouth, de Montgomery et de Radnor. Aussi, les comtés antérieurs sont élargis par plusieurs seigneuries : le Glamorgan en reçoit neuf ; celui de Pembroke douze ; celui de Cardigan trois ; et celui de Merioneth une. Les autres territoires seigneuriaux sont quant à eux intégrés à trois des comtés frontaliers d’Angleterre. Enfin, la loi exclut du système gallois de justice administrative le comté de Monmouth, annexé au royaume d’Angleterre.
Alors que les comtés sont divisés en hundreds au sens du Laws in Wales Act 1542, ils forment un nouveau système de cours judiciaires appelé « King’s Great Sessions in Wales » et sont répartis en quatre circuits d’après cette même loi :
- celui de Brecknock, avec les comtés du Brecknockshire, du Glamorganshire et du Radnorshire, sous la « justice de Radnor » ;
- celui de Carmarthen, avec les comtés du Cardiganshire, du Carmarthenshire et du Pembrokeshire, sous la « justice de Carmarthen » ;
- celui de Carnarvon, avec les comtés de l’Anglesey, du Carnarvonshire et du Merionethshire, sous la « justice des Galles-du-Nord » ;
- et celui de Chester, avec les comtés du Denbighshire, du Flintshire et de Montgomery, sous la « justice de Chester ».

### Gouvernement local

#### Création de zones de gouvernement local de niveau supérieur
En matière de gouvernement local, les territoires des comtés administratifs (administrative counties en anglais) sont érigés au 1er avril 1889 à partir de ceux des comtés historiques par le Local Government Act 1888. Ces nouveaux territoires, sont dotés d’une autorité locale, appelée conseil de comté, :
« A council shall be established in every administrative county as defined by this Act, and be entrusted with the management of the administrative and financial business of that county and shall consist of the chairman, aldermen, and councillors. »
« Un conseil est établi dans chaque comté administratif défini par cette loi, et il lui est confié la gestion des affaires administratives et financières et ce comté et se compose du président, des échevins et des conseillers. »
La loi transfère à ces conseils élus les pouvoirs des affaires administratives des justices des quarter sessions, le pouvoir de nomination des coroners, la faculté d’acquérir et de gérer les ponts et les routes principales, des pouvoirs de police, ceux de certains départements ministériels et d’autorités administratives. Les conseils de comté érigés par la loi de 1888 sont ceux de l’Anglesey, du Brecknockshire, du Cardiganshire (en), du Carnarvonshire, du Carmarthenshire, du Denbighshire, du Flintshire, du Glamorgan (en), du Merionethshire, du Monmouthshire, du Pembrokeshire (en) et du Radnorshire. Leurs organes sont renouvelés tous les trois ans,.

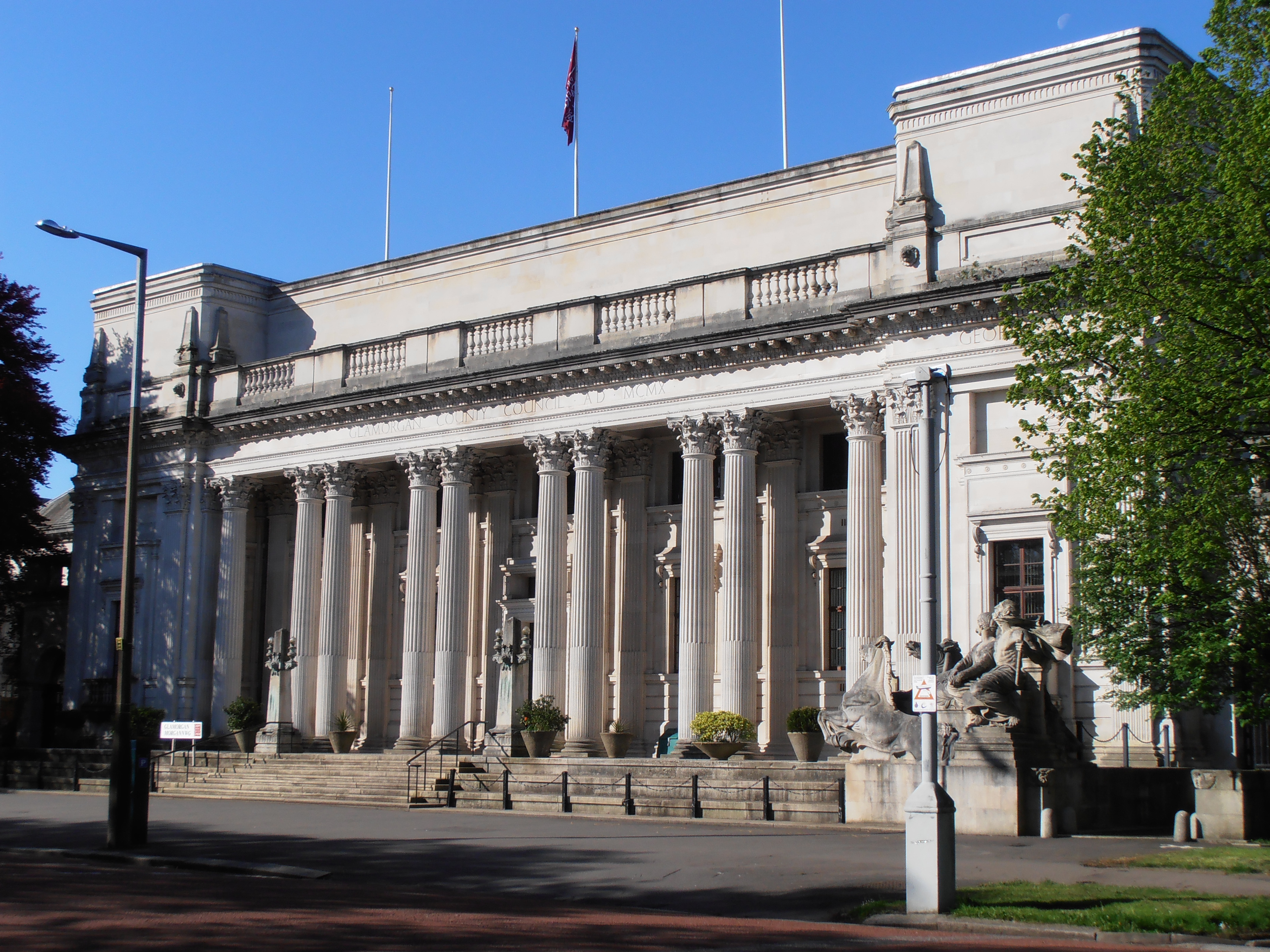
Le County Hall du Glamorgan, un des lieux de réunion des conseils de comté institués en 1889.

À partir de 1888, une tendance générale souhaite faire des conseils de comté des instruments des principales fonctions locales, avec la volonté de faire des champs de compétences attribués à des entités historiques des éléments de responsabilité des conseils de comté. Ainsi, un mouvement graduel de transferts de pouvoirs des conseils de districts et de paroisses vers les conseils de comté est décelé au XXe siècle. De nombreuses politiques sont ainsi attribuées aux conseils : en 1929, les fonctions des boards of guardians à la suite de leur abolition, celles de l’éducation en raison du Education Act 1944, ou encore celles de la santé compte tenu du National Health Service Act 1946 (en). Les conseils de comté deviennent les autorités responsables dans le contrôle de l’aménagement du territoire à la place des conseils de district au sens du Town and Country Planning Act 1947 (en). Enfin, le National Assistance Act 1948 (en), le Fire Services Act 1947 (en) et le Children Act 1948 (en) font des conseils les organes décisionnels dans l’assistance sociale, les services d’incendies et de l’enfance.

#### Abrogation des territoires des comtés administratifs
À la fin de la Seconde Guerre mondiale, l’agrandissement des territoires des comtés devient une nécessité au regard des commissions de gouvernement local successives. Des fusions des comtés administratifs sont proposées au Gouvernement britannique, notamment en 1961 par la Local Government Commission for Wales, qui prône à l’origine une réduction des comtés à 5 entités administratives afin de les rendre viables en termes de ressources et de populations. Le rapport final de la commission suggère la création de 7 comtés en 1963 : l’Anglesey, Flint and Denbigh (« Flint-et-Denigh » en français), le Glamorgan, le Gwent, le Gwynedd, Mid Wales (« Galles-Centrales » en français) et West Wales (« Galles-Occidentales » en français).

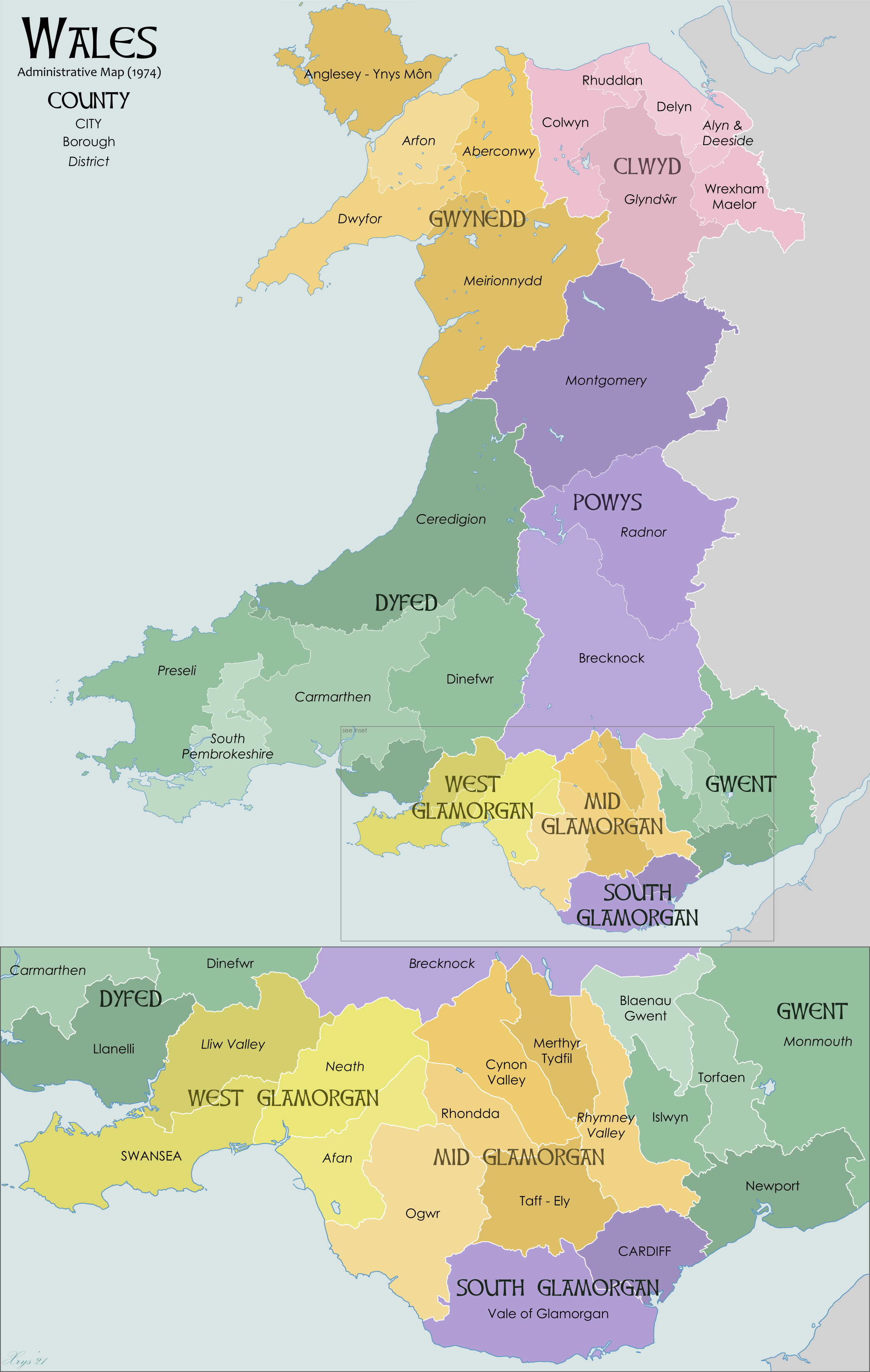
Carte administrative du pays de Galles au 1 avril 1974.

Finalement, le Local Government Act 1972 institue au pays de Galles de nouvelles zones de gouvernement local (local government areas en anglais) appelées « comtés » au niveau supérieur, eux-mêmes divisés en « districts » au niveau inférieur. Pour ce faire, l’ensemble des territoires des comtés administratifs, abrogés au 1er avril 1974, sont répartis en huit nouveaux comtés : la Clwyd, le Dyfed, le Gwent, le Gwynedd, le Mid Glamorgan, le Powys, le South Glamorgan et le West Glamorgan.

### Postérité

#### Confusion entre comtés historiques et différentes zones de gouvernement local
Bien que les espaces territoriaux des comtés administratifs se soient basés initialement sur ceux des « comtés historiques », ils ne peuvent pas être considérés comme des notions interchangeables. D’abord, les comtés administratifs n’incluent pas les boroughs de comté, formes statutaires octroyées à certaines villes et cités indépendantes de leurs propres comtés. Ensuite, alors que le Local Government Act 1888 stipule que chaque district sanitaire urbain doit appartenir à un seul comté administratif, de nombreuses entités se situent à cheval entre les limites des comtés historiques ce qui fait que dans ces territoires, les limites des comtés historiques et administratifs diffèrent.
En matière de gouvernement local, la notion de « comté » est introduite dans la législation par le Local Government Act 1972 et appliquée au 1er avril 1974 à de nouveaux territoires. De même, seules les notions liées au gouvernement local des territoires des comtés administratifs et des boroughs de comté ont été abolies au 31 mars 1974, si bien que les « comtés historiques » restent dans les faits en vigueur. D’ailleurs, le 1er avril 1974, le département de l’Environnement annonce :
« The new county boundaries are solely for the purpose of defining areas of […] local government. They are administrative areas, and will not alter the traditional boundaries of counties, nor is it intended that the loyalties of people living in them will change. »
« Les nouvelles limites des comtés sont simplement destinées à définir des zones […] de gouvernement local. Elles sont des zones administratives et n’altéreront pas les limites traditionnelles des comtés et il n’est pas attendu que la fidélité des personnes y vivant changera. »
Une nouvelle définition de la notion de comté est introduite par le Local Government (Wales) Act 1994 pour des territoires érigés au 1er avril 1996. En effet, la loi de 1994 crée de nouvelles zones de gouvernement local appelées « zones principales », qui peuvent prendre la forme d’un borough de comté (county borough en anglais) ou celle d’un comté (county en anglais). Ainsi, bien qu’ils reprennent les dénominations des comtés historiques, les comtés d’Anglesey, du Carmarthenshire, du Cardiganshire (renommé « Ceredigion »), du Denbighshire, Flintshire, du Monmouthshire et du Pembrokeshire ne correspondent pas nécessairement aux territoires des anciens comtés.

#### Persistance des comtés historiques
Les comtés historiques constituent des divisions administratives du Royaume-Uni dont les noms et les territoires ont été fixés depuis plusieurs siècles et qui sont communément acceptés et reconnus par les habitants. D’ailleurs, ils forment des régions culturelles dans lesquelles l’identité et la fidélité de la population du comté est perceptible au travers de nombreuses organisations sportives, sociales et culturelles implantées sur le modèle des comtés historiques et par le fait que ces territoires sont des lieux d’appartenance habituels auxquels les personnes se réfèrent. Ils sont également des entités légales de référence dans de nombreuses lois du Parlement s’appuyant sur leur base géographique à diverses fins administratives.
Au sein de l’Index of Place Names (en) (« index des noms de lieux », abrégé en IPN) de l’Office for National Statistics, chaque espace géographique présenté est inclus au sein d’un comté historique sous le nom de champ de « CTYHISTNM ». Les limites des comtés historiques se basent sur la définition de l’Historic Counties Standard publié par l’Historic Counties Trust dans lequel sont dénombrés les treize comtés du pays de Galles (Anglesey, Brecknockshire, Caernarfonshire, Cardiganshire, Carmarthenshire, Denbighshire, Flintshire, Glamorgan, Merionethshire, Monmouthshire, Montgomeryshire, Pembrokeshire et Radnorshire).

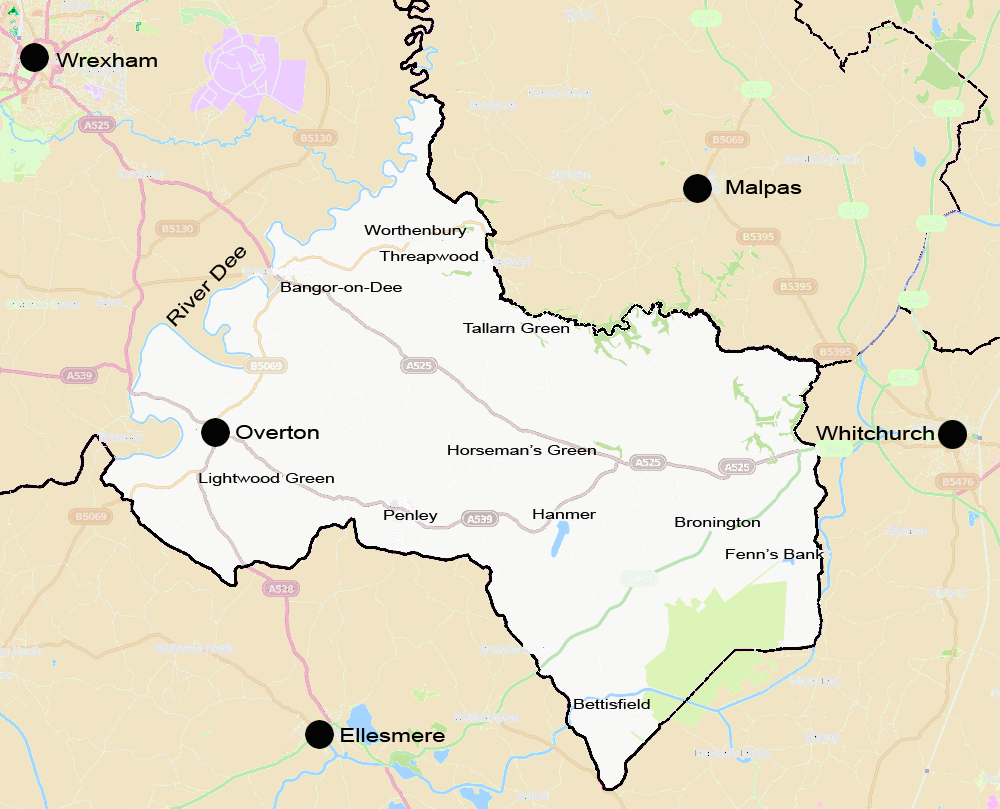
Carte du Maelor-Anglais, exclave du Flintshire restée intacte à la suite de la loi de 1844.

## Enjeux territoriaux

### Enclaves et exclaves
Historiquement, il existait de petites parties de territoires d’un comté historique détachées du territoire principal de ce comté qui se trouvaient au sein d’un autre. Le Counties (Detached Parts) Act 1844 (en) tente ainsi d’abolir certaines enclaves à partir du 20 octobre 1844. Au pays de Galles, les changements portent sur, :
- le hameau de Bwlch Trewyn, détaché du Herefordshire (Angleterre) vers le Monmouthshire ;
- le hameau de Carreghova, détaché du Denbighshire vers le Montgomeryshire ;
- une partie de la paroisse de Glasbury, détachée du Brecknockshire vers le Radnorshire ;
- une partie du hameau de Litton and Cascob, détachée du Radnorshire vers le Herefordshire (Angleterre) ;
- la paroisse de Welsh Bicknor, détachée du Monmouthshire vers le Herefordshire (Angleterre).

Toutefois, les exclaves du comté de Flint sont restées intactes, à savoir Marford and Hoseley (en), une enclave située au sein du Denbighshire et le Maelor-Anglais.

Localisation du Monmouthshire dans les comtés de Grande-Bretagne.

### Monmouthshire
Le Monmouthshire admet un statut particulier à la suite du Laws in Wales Act 1535. En effet, bien que le comté soit intégré au sein du dominion du pays de Galles, il relève de la justice administrative des comtés de l’Angleterre occidentale. Le cas ajoute une ambiguïté puisque le Monmouthshire est souvent associé dans la législation aux douze comtés du pays de Galles bien que judiciairement dépendant d’un circuit anglais, celui d’Oxford en l’occurrence ; de là découle l’appellation légale de « pays de Galles et Monmouthshire » (Wales and Monmouthshire en anglais). Cependant, le pays de Galles ayant été annexé par la Couronne anglaise, il n’existe pas de ligne de démarcation entre l’Angleterre et le pays de Galles après les lois d’incorporation de 1535 et de 1542. Le comté de Monmouth est donc improprement considéré comme « anglais » par confusion administrative,.

## Divisions administratives inférieures

### Hundreds

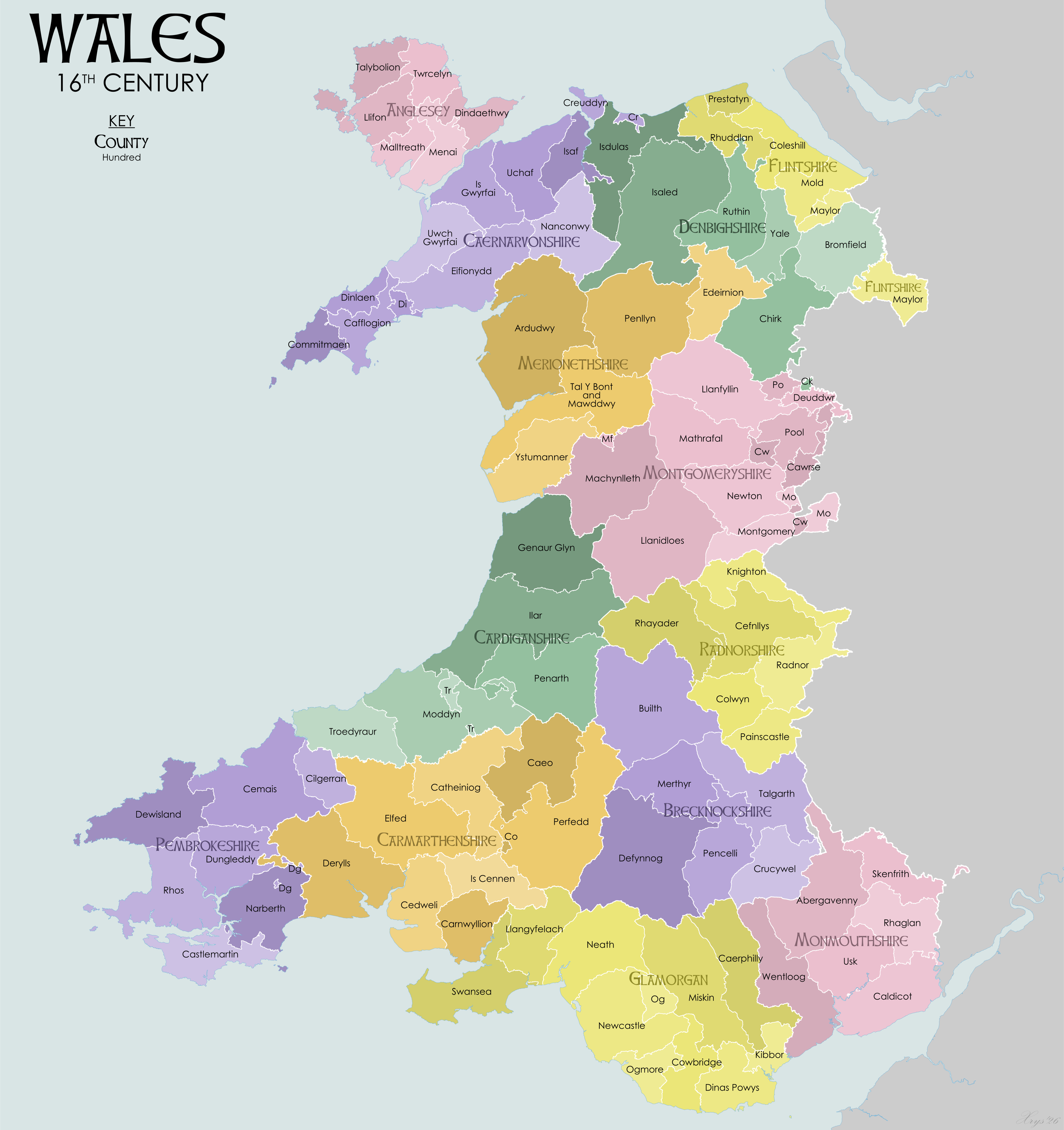
Carte des hundreds du pays de Galles au XVIe siècle.

À la manière des comtés d’Angleterre, les comtés du pays de Galles incorporés au royaume sont divisés en hundreds à la suite du Laws in Wales Act 1542. Avant cette loi, les territoires du pays de Galles médiéval s’organisent en cantrefi, subdivisions administratives et légales se composant de commotes (ou cymwds en gallois) de tailles variables.
Le recensement de 1821 distribue les différents hundreds du pays de Galles à partir des comtés :
- Llyfon, Malltraeth, Menai, Tal-y-Bolion et Twrcelyn pour le comté de l’Anglesey[ε] ;
- Builth, Crickhowell, Devynnock, Merthyr, Penkelly et Talgarth pour le comté de Brecon[ζ] ;
- Geneur-Glynn, Ilar, Moyddyn, Penarth et Troadyraur pour le comté de Cardigan[η] ;
- Carnwallan, Cathinog, Cayo, Derllys, Elvet, Iskennen, Kidwelly et Perfedd pour le comté de Carmarthen[θ] ;
- Commitmaen, Creuddyn, Dinlaen, Evionydd, Gafflogian, Isaf, Is-Gorfai, Nant-Conway, Uchaf et Uwch-Gorfai pour le comté de Carnarvon[ι] ;
- Bromfield, Chirk, Isaled, Isdulas et Ruthin pour le comté de Denbigh[κ] ;
- Coleshill, Maylor, Mold, Prestatyn et Rhuddlan pour le comté de Flint[λ] ;
- Caerphilly, Cowbridge, Dinas Powis, Kibbor, Llangevelach, Miskin, Neath, Newcastle, Ogmore et Swansea pour le comté du Glamorgan[μ] ;
- Ardudwy, Eernion, Estimaner, Penllyn et Tal-y-Bont and Mowddwy pour le comté de Merioneth[ν] ;
- Abergavenny, Caldicott, Ragland, Skenfreth, Usk et Wentlloog pour le comté de Monmouth[ξ] ;
- Cawrse, Deythur, Llanfyllin, Llanidloes, Machynlleth, Mathrafel, Montgomery, Newton et Pool pour le comté de Montgomery[ο] ;
- Castle-Martin, Dewisland, Dungleddy, Kemess, Kilgerran, Narberth et Roose pour le comté de Pembroke[π] ;
- Colwyn, Kevenlleece, Knighton, Pains-Castle, Radnor et Rhayader pour le comté de Radnor[ρ].

### Boroughs de comté et districts
| Comté            | Comté             | Anglesey                               | Brecknockshire                                                                | Caernarvonshire                                                                           | Cardiganshire                                 | Carmarthenshire                                              | Denbighshire                                                   | Flintshire                                         | Glamorgan | Merioneth                                | Monmouthshire | Montgomeryshire                                      | Pembrokeshire                               | Radnorshire                                                              |
| ---------------- | ----------------- | -------------------------------------- | ----------------------------------------------------------------------------- | ----------------------------------------------------------------------------------------- | --------------------------------------------- | ------------------------------------------------------------ | -------------------------------------------------------------- | -------------------------------------------------- | --- | ---------------------------------------- | --- | ---------------------------------------------------- | ------------------------------------------- | ------------------------------------------------------------------------ |
| Borough de comté | Borough de comté  |                                        |                                                                               |                                                                                           |                                               |                                                              |                                                                |                                                    | Cardiff Merthyr Tydfil Swansea |                                          | Newport |                                                      |                                             |                                                                          |
| Districts        | Boroughs          | Beaumaris                              | Brecon                                                                        | Bangor Caernarvon Conwy Pwllheli                                                          | Aberystwyth Cardigan Lampeter                 | Carmarthen Kidwelly Llandovery Llanelli                      | Colwyn Bay Denbigh Ruthin Wrexham                              | Flint                                              | Barry Cowbridge Neath Port Talbot Rhondda                                                                                             |                                          | Abergavenny Monmouth | Llanfyllin Llanidloes Montgomery Welshpool           | Haverfordwest Pembroke Tenby                |                                                                          |
| Districts        | Districts urbains | Amlwch Holyhead Llangefni Menai Bridge | Brynmawr Builth Wells (en) Hay Llanwrtyd Wells (en)                           | Bethesda Betws-y-Coed (en) Criccieth (en) Llandudno Llanfairfechan Penmaenmawr Porthmadog | Aberaeron New Quay                            | Ammanford Burry Port (en) Cwmamman Llandeilo Newcastle Emlyn | Abergele Llangollen Llanrwst                                   | Buckley Connah’s Quay Holywell Mold Prestatyn Rhyl | Aberdare Bridgend Caerphilly Gelligaer Glyncorrwg (en) Llwchwr Maesteg Mountain Ash (en) Ogmore and Garw Penarth Pontypridd Porthcawl | Bala Barmouth Dolgellau Ffestiniog Tywyn | Abercarn Abertillery Bedwas and Machen Bedwellty (en) Blaenavon Caerleon (en) Chepstow Cwmbran Ebbw Vale Mynyddislwyn (en) Nantyglo and Blaina Pontypool Rhymney Risca (en) Tredegar Usk | Machynlleth Newtown                                  | Fishguard Milford Haven Narberth Neyland    | Knighton Llandrindod Wells Presteigne                                    |
| Districts        | Districts ruraux  | Aethwy (en) Twrcelyn (en) Valley (en)  | Brecknock (en) Builth Wells Crickhowell Hay Vaynor and Penderyn Ystradgynlais | Gwyrfai (en) Lleyn Nant Conwy (en) Ogwen (en)                                             | Aberaeron Aberystwyth (en) Teifiside Tregaron | Carmarthen (en) Llandeilo (en) Llanelli Newcastle Emlyn      | Aled (en) Ceiriog (en) Hiraethog (en) Ruthin (en) Wrexham (en) | Hawarden Holywell (en) Maelor (en) St Asaph        | Cardiff (en) Cowbridge Gower Llantrisant and Llantwit Fardre Neath Penybont Pontardawe                                                | Deudraeth Dolgellau Edeyrnion Penllyn    | Abergavenny Chepstow (en) Magor and St Mellons (en) Monmouth Pontypool | Forden Llanfyllin Machynlleth Newtown and Llanidloes | Cemaes (en) Haverfordwest Narberth Pembroke | Colwyn (en) Knighton (en) New Radnor (en) Painscastle (en) Rhayader (en) |

## Liste des comtés administratifs
| Nom             | Zones de gouvernement local        | Données géographiques et démographiques (1961) | Données géographiques et démographiques (1961) | Données géographiques et démographiques (1961) | Carte de localisation |
| Nom             | Zones de gouvernement local        | Superficie (km2)                               | Population (hab.)                              | Densité (hab./km2)                             | Carte de localisation |
| --------------- | ---------------------------------- | ---------------------------------------------- | ---------------------------------------------- | ---------------------------------------------- | --------------------- |
| Anglesey        | 8 districts                        | 715,08                                         | 51 700                                         | 72                                             |                       |
| Brecknockshire  | 11 districts                       | 1 899,20                                       | 55 544                                         | 29                                             |                       |
| Caernarvonshire | 15 districts                       | 1 473,55                                       | 121 194                                        | 82                                             |                       |
| Cardiganshire   | 9 districts                        | 1 793,59                                       | 53 564                                         | 30                                             |                       |
| Carmarthenshire | 13 districts                       | 2 381,55                                       | 167 736                                        | 70                                             |                       |
| Denbighshire    | 12 districts                       | 1 732,02                                       | 173 843                                        | 100                                            |                       |
| Flintshire      | 11 districts                       | 662,52                                         | 149 888                                        | 226                                            |                       |
| Glamorgan       | 24 districts 3 boroughs de comté   | 1 897,23                                       | 745 810                                        | 393                                            |                       |
| Glamorgan       | Borough de comté de Cardiff        | 61,05                                          | 256 270                                        | 4 198                                          |                       |
| Glamorgan       | Borough de comté de Merthyr Tydfil | 71,87                                          | 59 008                                         | 821                                            |                       |
| Glamorgan       | Borough de comté de Swansea        | 87,42                                          | 166 740                                        | 1 907                                          |                       |
| Merioneth       | 9 districts                        | 1 709,34                                       | 39 007                                         | 23                                             |                       |
| Monmouthshire   | 23 districts 1 borough de comté    | 1 372,29                                       | 335 580                                        | 245                                            |                       |
| Monmouthshire   | Borough de comté de Newport        | 31,16                                          | 108 107                                        | 3 469                                          |                       |
| Montgomeryshire | 10 districts                       | 2 064,42                                       | 44 228                                         | 21                                             |                       |
| Pembrokeshire   | 11 districts                       | 1 590,50                                       | 93 980                                         | 59                                             |                       |
| Radnorshire     | 8 districts                        | 1 218,81                                       | 18 431                                         | 15                                             |                       |
| Notes 1. 2. 3.  |                                    |                                                |                                                |                                                |                       |